# Roberto Urbina
Roberto Urbina (Bogotá, 2 de setembro de 1983) é um ator colombiano.

## Biografia
Nascido em Bogotá, passou sua infância em Montería. Em sua cidade natal, cursou bacharelo, e depois se mudou para Santa Cruz de la Sierra, Bolívia, onde começou sua carreira de ator, mudando-se para Miami para cursar teatro. Após a conclusão deste, sua carreira obteve grande sucesso, chegando a estrelar em séries estadunidenses de grande repercussão, tal como Heroes e Grey's Anatomy.

## Carreira

### Televisão
- Heroes (2008) - Santiago
- Grey's Anatomy (2009) - Jordan
- Correo de inocentes (2011) - Alex Avendaño
- O Mentalista (2012) - Junior Acosta
- Metástasis (2013) - José Miguel Rosas
- Snowpiercer (2020) - Javier de la Torre

### Cinema
- Dependencia sexual (2003) - Sebastian
- Hacia la oscuridad (2007) - José Gutierrez
- Blues (2008) - Reese
- Che: Part One (2008) - Guile Pardo